# 书带蕨
书带蕨（学名：Haplopteris flexuosa）为书带蕨科书带蕨属下的一个种。